# Assanczuk
Assanczuk (Assanczukowicz) – polski herb szlachecki używany przez rodzinę książęcą pochodzenia tatarskiego.

## Opis herbu
W polu barwy niewiadomej dwie belki w pas, z których górna dwa razy dłuższa od dolnej z zaćwieczonymi u końców w skos i skos lewy belkami.

## Najwcześniejsze wzmianki
Z XV wieku pochodzą pierwsze wzmianki o rodzie Assanczukowiczów osiadłym na Litwie. Jego członkowie nosili przydomek Ułan.

## Herbowni
Assanczukowicz - Assanczuk.